# 全国農業協同組合連合会

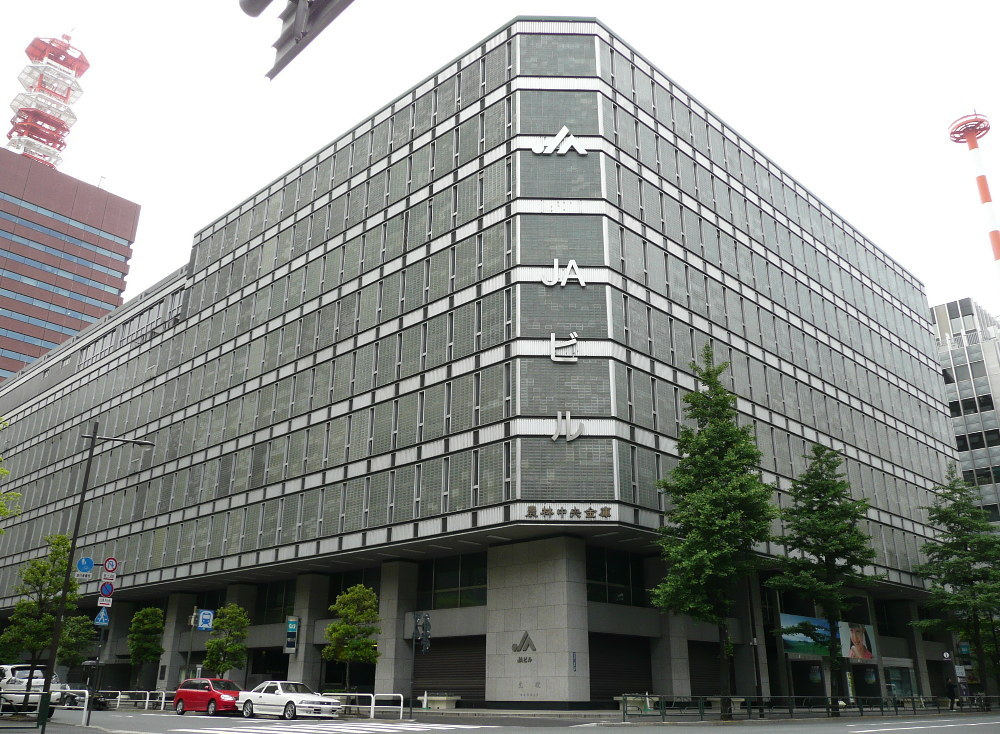
旧JAビル（現存せず）

全国農業協同組合連合会（ぜんこくのうぎょうきょうどうくみあいれんごうかい）は、日本全国の農業協同組合、経済農業協同組合連合会（経済連）、専門農協の連合会（専門連）などの連合組織。略称は「全農」「JA全農」、英語での正式表記はNational Federation of Agricultural Cooperative Associations、略称はZEN-NOH。根拠法は農業協同組合法であり、生産資材や生活用品の供給、農畜産物の販売、農業に関する技術開発などを行っている。 
なお、楕円の中に「全農」と書かれた標章（いわゆる「全農マーク」）は商標登録されている。

## 沿革
- 1900年（明治33年） - 産業組合法公布。
- 1947年（昭和22年） - 農業協同組合法公布。
- 1948年（昭和23年） - 全国農業会を解散。全販連（全国販売農業協同組合連合会）、全購連（全国購買農業協同組合連合会）を設立。
- 1972年（昭和47年） - 全販連と全購連が合併し、全国農業協同組合連合会が設立。
- 1977年（昭和52年） - 全国4,329農協が全農への直接加入を実現。
- 1992年（平成4年） - 農協CIによる愛称「JA」および新農協マーク（JAマーク）の使用開始。
- 1998年（平成10年） - 宮城、鳥取、島根の3経済連と合併。3県本部を設置(以降の合併においても同様)。
- 2000年（平成12年） - 東京、山口、徳島の3経済連と合併。
- 2001年（平成13年） - 21経済連と合併（対象は青森、山形、庄内、栃木、千葉、山梨、長野、新潟、富山、石川、岐阜、三重、滋賀、京都、大阪、兵庫、岡山、広島、高知、福岡、長崎）。
- 2002年（平成14年） - 岩手、秋田、茨城、群馬、埼玉、大分の6経済連と合併。経営管理委員会制度を導入。
- 2003年（平成15年） - 福島・神奈川の2経済連と合併。
- 2004年（平成16年） - 県農えひめと合併。
- 2008年（平成20年） - 山形県本部と庄内本部が統合。
- 2015年（平成27年）3月 - JAしまねが発足したことに伴い、島根県本部を廃止。本所機構(総合企画部)の部署として島根事務所を設置。
- 2017年（平成29年）3月 - 「『農林水産業・地域の活力創造プラン』に係る本会の対応」を決定。[1]
- 2019年（平成31年）
  - 1月 - JA高知県が発足したことに伴い、高知県本部を廃止。
  - 4月 - JA山口県が発足したことに伴い、山口県本部を廃止。本所機構(経営企画部)の部署として山口事務所を設置。
- 2021年（令和3年）4月 - 新型コロナウイルス感染症の影響で需要が減った観光業界に農作業を請け負ってもらうため、JTBと農業労働力支援に関する連携協定を締結[2]。

## 組織

### 経営理念
私たち全農グループは、生産者と消費者を安心で結ぶ懸け橋になります。
- 営農と生活を支援し、元気な産地づくりに取り組みます。
- 安全で新鮮な国産農畜産物を消費者にお届けします。
- 地球の環境保全に積極的に取り組みます。

### 事業所
事業領域は国内全域で、本所機構でも事業別に各地に事業所を設置。各都府県の経済農業協同組合連合会（経済連）との合併にともない設置される都府県本部は32本部（2019年(平成31年)4月時点）。かつて県本部があった島根、山口には事務所がある。海外5の国と地域に海外事務所を持つ。
- 本所 - 東京都千代田区 JAビル内
- 都道府県本部 - 下表のとおり

| 所管農政局     | 地域     | 組織         | 通称           | 本部所在地       |
| -------------- | -------- | ------------ | -------------- | ---------------- |
| 東北農政局     | 青森県   | 青森県本部   | JA全農あおもり | 青森市           |
| 東北農政局     | 岩手県   | 岩手県本部   | JA全農いわて   | 盛岡市           |
| 東北農政局     | 宮城県   | 宮城県本部   | JA全農みやぎ   | 仙台市青葉区     |
| 東北農政局     | 秋田県   | 秋田県本部   | JA全農あきた   | 秋田市           |
| 東北農政局     | 山形県   | 山形県本部   | JA全農山形     | 山形市           |
| 東北農政局     | 福島県   | 福島県本部   | JA全農福島     | 福島市           |
| 関東農政局     | 茨城県   | 茨城県本部   | JA全農いばらき | 東茨城郡茨城町   |
| 関東農政局     | 栃木県   | 栃木県本部   | JA全農とちぎ   | 宇都宮市         |
| 関東農政局     | 群馬県   | 群馬県本部   | JA全農ぐんま   | 前橋市           |
| 関東農政局     | 埼玉県   | 埼玉県本部   | JA全農さいたま | さいたま市浦和区 |
| 関東農政局     | 千葉県   | 千葉県本部   | JA全農ちば     | 千葉市中央区     |
| 関東農政局     | 東京都   | 東京都本部   | JA全農東京     | 立川市           |
| 関東農政局     | 神奈川県 | 神奈川県本部 | JA全農かながわ | 平塚市           |
| 関東農政局     | 山梨県   | 山梨県本部   | JA全農やまなし | 甲府市           |
| 関東農政局     | 長野県   | 長野県本部   | JA全農長野     | 長野市           |
| 北陸農政局     | 新潟県   | 新潟県本部   | JA全農にいがた | 新潟市西区       |
| 北陸農政局     | 富山県   | 富山県本部   | JA全農とやま   | 富山市           |
| 北陸農政局     | 石川県   | 石川県本部   | JA全農いしかわ | 金沢市           |
| 東海農政局     | 岐阜県   | 岐阜県本部   | JA全農岐阜     | 岐阜市           |
| 東海農政局     | 三重県   | 三重県本部   | JA全農みえ     | 津市             |
| 近畿農政局     | 滋賀県   | 滋賀県本部   | JA全農しが     | 大津市           |
| 近畿農政局     | 京都府   | 京都府本部   | JA全農京都     | 京都市南区       |
| 近畿農政局     | 大阪府   | 大阪府本部   | JA全農大阪     | 大阪市中央区     |
| 近畿農政局     | 兵庫県   | 兵庫県本部   | JA全農兵庫     | 神戸市中央区     |
| 中国四国農政局 | 鳥取県   | 鳥取県本部   | JA全農とっとり | 鳥取市           |
| 中国四国農政局 | 岡山県   | 岡山県本部   | JA全農おかやま | 岡山市北区       |
| 中国四国農政局 | 広島県   | 広島県本部   | JA全農ひろしま | 広島市安佐南区   |
| 中国四国農政局 | 徳島県   | 徳島県本部   | JA全農とくしま | 徳島市           |
| 中国四国農政局 | 愛媛県   | 愛媛県本部   | JA全農えひめ   | 松山市           |
| 九州農政局     | 福岡県   | 福岡県本部   | JA全農ふくれん | 福岡市中央区     |
| 九州農政局     | 長崎県   | 長崎県本部   | JA全農ながさき | 長崎市           |
| 九州農政局     | 大分県   | 大分県本部   | JA全農おおいた | 大分市           |

大分県が在るのは大分県農業協同組合との一部事業譲渡または包括承継をしていないため。
- 県事務所 - 統合については上述の沿革および経済農業協同組合連合会を参照。高知事務所は存在しない。
  - 島根事務所（出雲市）
  - 山口事務所（山口市）

- 海外事務所[3]
  - 北京事務所
  - 香港事務所
  - 台湾事務所
  - シンガポール事務所
  - ロンドン事務所

## 主要系列企業・子会社
- 協同乳業 - 2022年に農林中金から一部保有株式を譲り受け過半数の株を保有して子会社化。後述雪印メグミルクとも資本・業務提携。「農協牛乳」生産も引き継ぐ
- 雪印メグミルク - 協同乳業程の保有割合は無いが筆頭株主
- JA全農ミートフーズ
- JA全農たまご
- えひめ飲料

## 組織・経営改革
2016年9月に第3次安倍第2次改造内閣下で設立された内閣府規制改革推進会議（議長:大田弘子政策研究大学院大学教授・みずほフィナンシャルグループ議長）から、11月に「農薬などの資材を農家に売る事業からの撤退」や「農産品の委託販売の廃止」などの組織改革を早期に行うよう迫る提言があり、結局、全農による自主的な組織刷新を行うという政府・自民党の農業改革案が了承されている。
自由民主党政務調査会農林部会長の小泉進次郎は「全農の体制こそ農家の経営の自由を奪う存在だ」という見解を表明し、首相の安倍晋三も「全農改革は農業の構造改革の試金石だ」と発言している。
2017年3月には、直接販売や輸出量を増やす改革の第一弾として、韓国等でも事業展開する株式会社あきんどスシローの持株会社である株式会社スシローグローバルホールディングスが再上場するのに合わせ、最大40億円の出資を行うことを決定するとともに、2024年までに米の直接販売割合を現在の4割から9割に高める等、卸売業者や卸売市場を中抜きし、コスト削減を図っていく方針を明らかにした。

## 提供番組

### 現在
- JA全農 COUNTDOWN JAPAN（TOKYO FM・JFN）
- あぐりずむ（JFN）
- SCHOOL OF LOCK! 農業部（TOKYO FM・JFN）
- 全国高校野球選手権大会中継（BS朝日、2016年からのスポンサー）
- ラジオ・チャリティー・ミュージックソン（ニッポン放送・NRN）
- 工藤阿須加が行く 農業始めちゃいました（BS朝日）
- ミライ☆モンスター[注 2]（フジテレビ系列、2024年10月からのスポンサー）

### 過去
- 3時のあなた [注 3]→ タイム3 [注 4]（フジテレビ）
- ほかほか家族（フジテレビ）
- はなきんデータランド（テレビ朝日）
- TODAY'S AGRI NEWS（JFN）
- キッズの晩餐（BS朝日）
- 卓球ジャパン！（BSテレ東）
- ごちそうさまのカタチ（BSフジ[注 5]）
- オードリーのオールナイトニッポン（ニッポン放送・NRN）

## おにくだいすき! ゼウシくん
全農が国産肉PRのために製作したテレビCMアニメ。
第1シリーズは2014年1月より3月までの全12話。第2シリーズはweb限定となり、同年11月（「肉の日」の毎月29日前後）よりYouTubeにて配信。当初は全4話予定だったが、2話追加され全6話となった。2016年2月には1話限りの新作が、第3シリーズとして配信された。

### 登場人物
ゼウシくん
声 - 花澤香菜
農畜産物を応援するJA全農の公式キャラクター。三伊戸家に居候のにくにくランドの王子。日本のお肉が大好き。
みの太
声 - 大山のぶ代
ゼウシのお供の牛のぬいぐるみ。
三伊戸ミカ
声 - 内田真礼
三伊戸家の長女。
お父さんとお母さん
三伊戸家の両親。中流家庭。
ぽせいとん / とりとん / ぷらとん
にくにくランド防衛大臣。
ゼウシくんパパ
にくにくランドの王さま。
なま太&ゆで太
たまごの先輩後輩。
ぽしぶる先生
一見暑苦しい熱血教師っぽいが、ただの牛乳配達のおじさん。
チナミ & エリ
ミカちゃんのクラスメイト。
しょうが太郎
国産野菜。

#### 第2期より登場
とりに先生
ミカの学校の先生。
国産戦士レッドバール
国産農畜産物を守るため戦うヒーロー。
ニック・ジャガー
声 - 鳥海浩輔
肉食系アイドルユニット「肉Shock☆Breakers」のリーダー。
ゼウシくんのママ
声 - 雨宮天
にくにくランドのお妃さま。

### スタッフ
- 監督・キャラクターデザイン - 大宮一仁
- 映像製作 - DLE

### 主題歌
オープニングテーマ
おにくじゃぽねすく!（第1・2期）
作詞 - 桑原永江 / 作曲・編曲 - 渡部チェル / 歌 - ゼウシくん（CV.花澤香菜）
おにくじゃぽねすく feat.国産お肉のハンバーグ（第3期）
作詞 - 大宮一仁 / 作曲 - 渡部チェル / 歌 - ゼウシくん（CV.花澤香菜）
イメージソング
にっくにくの にっこにこ!
作詞 - 桑原永江 / 作曲 - 渡部チェル / 歌 - ゼウシくん（CV.花澤香菜）、ミカちゃん（CV.内田真礼）
挿入歌
Heat Meat Up 〜国産宣言〜（第2期4話）
作詞 - 大宮一仁 / 作曲 - 渡部チェル / 歌 - 肉Shock☆Breakers（CV.鳥海浩輔）

### 各話リスト
第1期
- 第0話 ゼウシくんがやってきたヤァ!ヤァ!ヤァ!（公式サイト公開のプロローグ）
- 第1話 ゼウシくんとみの太 2014年1月6日『ジェネレーション天国』内放送
- 第2話 焼肉大合戦 2014年1月13日『ジェネレーション天国』放送
- 第3話 おにくしりとり 2014年1月20日『ジェネレーション天国』放送
- 第4話 しょうがのそこぢから 2014年1月27日『ネプリーグ2HSP』内放送
- 第5話 おつかいってむずかしい 2014年2月3日『ジェネレーション天国2時間スペシャル』内放送
- 第6話 ぽせいとん三兄弟 2014年2月10日『ネプリーグSP』内放送
- 第7話 牛乳たいそう 2014年2月17日『ジェネレーション天国2時間SP』内放送
- 第8話 ゆでたまごの見分け方 2014年2月24日『ネプリーグSP』内放送
- 第9話 うれしいお弁当 2014年3月3日『ジェネレーション天国』内放送
- 第10話 みんなでピクニック 2014年3月10日『ジェネレーション天国』内放送
- 第11話 さようならゼウシくん!? 2014年3月17日『ネプリーグSP』内放送
- 最終話 やっぱりお肉がすき 2014年3月24日『第21回草彅剛のがんばった大賞ドラマNG大放出スペシャル』放送

第2期
- 第1話 無限の彼方へ 2014年11月29日配信
- 第2話 国をささえる肉 2014年12月26日配信
- 第3話 国産のミラクル 2015年1月29日配信
- 第4話 お気に入りのアイドル 2015年2月28日配信
- 第5話 ぴゅあな恋心 2015年3月10日配信
- 第6話 みんなお肉が大好き 2015年3月29日配信

第3期
- すてきなハンバーグ 2016年2月10日配信